# Nikola Špear
Pour les articles homonymes, voir Spear.
Nikola Špear, né le 22 février 1944 à Subotica et mort le 2 décembre 2017 dans la même ville, est un joueur et entraîneur de tennis yougoslave.
En 1975, il devient le premier joueur serbe à intégrer le top 100 ATP. Il a été quatre fois champion de Yougoslavie (1968, 1972, 1973 et 1975).

## Carrière
Peu prolifique en Grand Chelem (18 échecs au premier tour), Nikola Špear a tout de même atteint les huitièmes de finale à Roland-Garros en 1966 et 1967, la première fois en écrasant Jean-Claude Barclay puis en infligeant deux bulles à Cliff Richey au 3e tour. Il est en revanche resté dans les annales du tennis pour être le premier joueur à avoir réalisé un triple 6-0 dans l'ère Open lors du 1er tour des Internationaux de France en 1968 face à Daniel Contet. Seuls trois autres joueurs sont parvenus à rééditer cet exploit.
En 1969, il permet à la Yougoslavie de décrocher sa première King's Cup avec Željko Franulović contre la Roumanie.
Il a remporté plusieurs tournois amateurs notamment en Inde, en Grèce et en Allemagne, mais aussi aux Internationaux de Yougoslavie en 1969. En 1970, il est finaliste à Téhéran et Barranquilla en 1970. Il s'est aussi distingué à Madrid en éliminant Jan Kodeš, 8e mondial en 1973 et en y atteignant les demi-finales en 1975. En 1977, il dispute la finale en double du tournoi de Munich avec John Whitlinger contre František Pala et Balázs Taróczy.
Il joue 21 match pour l'équipe de Yougoslavie de Coupe Davis (8 victoires, 13 défaites). Il s'y est notamment illustré lors de la campagne 1970 où il bat le no 1 mondial Ilie Năstase en demi-finale de la zone Europe, permettant à l'équipe de revenir à égalité. En finale, il perd ses trois matchs contre l'Espagne d'Orantes et Santana.
Il a par la suite fait carrière dans le coaching, s'occupant de Damir Keretić, ainsi que de l'équipe du Danemark de Coupe Davis à partir de 1987 où il était également entraîneur fédéral et directeur du centre d'entraînement de Copenhague. Il a aussi entraîné l'équipe d'Autriche de Fed Cup et l'équipe de Yougoslavie de Coupe Davis au début des années 2000. Il a également été juge-arbitre, superviseur et organisateur de tournois, expert pour l'ITF, conseiller spécial, commentateur télévisé et président de la Fédération de Tennis de Serbie. Diplômé de la faculté de philologie de l'université de Belgrade, il parlait 6 langues.

## Palmarès

### Finale en double messieurs
| No | Date       | Nom et lieu du tournoi | Catégorie | Dotation | Surface      | Vainqueurs                    | Partenaire      | Score    |  |
| -- | ---------- | ---------------------- | --------- | -------- | ------------ | ----------------------------- | --------------- | -------- |  |
| 1  | 25-04-1977 | BMW Open Munich        |           | NC $     | Terre (ext.) | František Pala Balázs Taróczy | John Whitlinger | 6-3, 6-4 |  |

## Parcours dans les tournois duGrand Chelem

### En simple
| Année | Open d'Australie | Open d'Australie | Internationaux de France | Internationaux de France | Wimbledon       | Wimbledon    | US Open         | US Open      |
| ----- | ---------------- | ---------------- | ------------------------ | ------------------------ | --------------- | ------------ | --------------- | ------------ |
| 1966  | —                | —                | 1/8 de finale            | F. Jauffret              | —               | —            | —               | —            |
| 1967  | —                | —                | 1/8 de finale            | I. Gulyás                | 1er tour (1/64) | C. Graebner  | —               | —            |
| 1968  | —                | —                | 2e tour (1/32)           | P. Cornejo               | 1er tour (1/64) | R. Moore     | —               | —            |
| 1969  | —                | —                | —                        | —                        | 1er tour (1/64) | A. Metreveli | —               | —            |
| 1970  | —                | —                | 3e tour (1/16)           | D. Crealy                | 2e tour (1/32)  | C. Drysdale  | —               | —            |
| 1971  | —                | —                | 2e tour (1/32)           | I. Gulyás                | 1er tour (1/64) | G. Masters   | 1er tour (1/64) | J. Gardner   |
| 1972  | —                | —                | 1er tour (1/64)          | T. Kakulia               | 1er tour (1/64) | D. Crealy    | —               | —            |
| 1973  | —                | —                | 1er tour (1/64)          | G. Masters               | —               | —            | —               | —            |
| 1974  | —                | —                | —                        | —                        | —               | —            | 1er tour (1/64) | I. El Shafei |
| 1975  | 1er tour (1/64)  | H. Elschenbroich | 2e tour (1/32)           | F. Jauffret              | 1er tour (1/64) | R. Ramírez   | 2e tour (1/32)  | G. Goven     |
| 1976  | —                | —                | 1er tour (1/64)          | J. Mandarino             | 1er tour (1/64) | I. Năstase   | 1er tour (1/64) | T. Okker     |
| 1977  | —                | —                | 1er tour (1/64)          | B. Taróczy               | —               | —            | 1er tour (1/64) | D. Crawford  |
| 1978  | —                | —                | 1er tour (1/64)          | R. Cano                  | —               | —            | —               | —            |
| 1979  | —                | —                | 1er tour (1/64)          | F. González              | —               | —            | —               | —            |

N.B. : à droite du résultat se trouve le nom de l'ultime adversaire.

### En double
| Année | Open d'Australie                                                                  | Open d'Australie | Internationaux de France                                                         | Internationaux de France                                                         | Wimbledon                                                                         | Wimbledon | US Open | US Open |
| ----- | --------------------------------------------------------------------------------- | ---------------- | -------------------------------------------------------------------------------- | -------------------------------------------------------------------------------- | --------------------------------------------------------------------------------- | --------- | ------- | ------- |
| 1968  | —                                                                                 | —                | 2e tour (1/16) J. Moore \|\| style="text-align:left;" \| M. Cox R. Wilson        | 1/8 de finale T. Palafox \|\| style="text-align:left;" \| K. Rosewall F. Stolle  | —                                                                                 | —         |         |         |
| 1970  | —                                                                                 | —                | 2e tour (1/16) W. Gąsiorek \|\| style="text-align:left;" \| G. Battrick D. Lloyd | —                                                                                | —                                                                                 | —         | —       |         |
| 1971  | —                                                                                 | —                | 2e tour (1/16) O. Parun \|\| style="text-align:left;" \| R. Lutz C. Pasarell     | 1er tour (1/32) O. Parun \|\| style="text-align:left;" \| S. Smith E. van Dillen | 1er tour (1/32) W. Higgins \|\| style="text-align:left;" \| J. Osborne J. McManus |           |         |         |
| 1972  | —                                                                                 | —                | —                                                                                | —                                                                                | 2e tour (1/16) I. Molina \|\| style="text-align:left;" \| P. Lall J. Mukerjea     | —         | —       |         |
| 1975  | 1er tour (1/32) K. Tanabe \|\| style="text-align:left;" \| A. Gardiner G. Thomson | —                | —                                                                                | 1er tour (1/32) W. Brown \|\| style="text-align:left;" \| A. Ashe E. van Dillen  | —                                                                                 | —         |         |         |
| 1976  | —                                                                                 | —                | 2e tour (1/16) G. Reid \|\| style="text-align:left;" \| C. Dowdeswell C. Kachel  | 1er tour (1/32) P. Kronk \|\| style="text-align:left;" \| B. Borg G. Vilas       | 1er tour (1/32) B. Taróczy \|\| style="text-align:left;" \| F. Stolle C. Greabner |           |         |         |
| 1977  | —                                                                                 | —                | 2e tour (1/16) I. El Shafei \|\| style="text-align:left;" \| C. Lewis R. Simpson | —                                                                                | —                                                                                 | —         | —       |         |
| 1979  | —                                                                                 | —                | 1er tour (1/32) H. Hoyt \|\| style="text-align:left;" \| M. Edmondson J. Marks   | —                                                                                | —                                                                                 | —         | —       |         |

N.B. : le nom du ou de la partenaire se trouve sous le résultat ; les noms des ultimes adversaires se trouvent à droite.